# Aschersleben

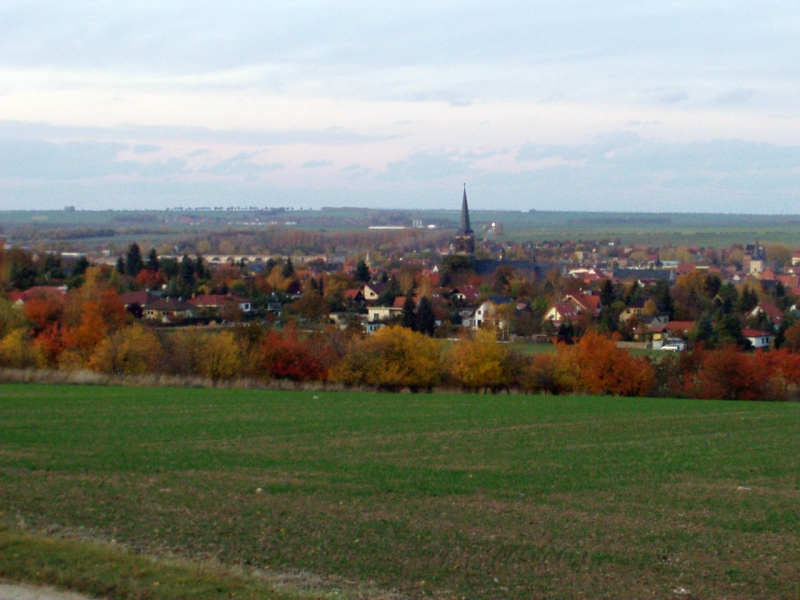
Aschersleben

Aschersleben este un oraș din landul Saxonia-Anhalt, Germania.